# Barbara Flynn Currie
Barbara Flynn Currie, née le 3 mai 1940 à La Crosse (Wisconsin), est une femme politique américaine, membre du Parti démocrate. 
Élue à la Chambre des représentants de l'Illinois de 1979 à 2019, elle est la cheffe de la majorité démocrate de 1997 à 2019.